# Resolutie 1791 Veiligheidsraad Verenigde Naties
Resolutie 1791 van de Veiligheidsraad van de Verenigde Naties werd unaniem door de
VN-Veiligheidsraad aangenomen op 19 december 2007 en
verlengde het VN-kantoor in Burundi met ruim een jaar.

## Achtergrond
Na Burundi's onafhankelijkheid van België in 1962 werd het land een
monarchie. In 1966 werd de koning in een staatsgreep vervangen door een president. Toen de
voormalige koning in 1972 vermoord werd brak een burgeroorlog uit tussen Tutsi's en Hutu's in
het land. Daarna losten de dictators elkaar met opeenvolgende staatsgrepen af. Begin
1994 kwam de president samen met zijn Rwandese collega om het leven toen hun vliegtuig werd
neergeschoten. Daarop brak in beide landen een burgeroorlog uit tussen Hutu's en Tutsi's waarbij honderdduizenden
omkwamen. In 2000 werd een overgangsregering opgericht en pas in 2003 kwam die een staakt-het-vuren
overeengekomen met de rebellen. In juni 2004 kwam een VN-vredesmacht die tot 2006 bleef. Hierna
volgden echter wederom vijandelijkheden tot in augustus 2008 opnieuw een staakt-het-vuren werd getekend.

## Inhoud

### Waarnemingen
Op 14 november 2007 was in Burundi een regering van nationale eenheid aangesteld.
De internationale steun aan de ontwikkeling van het land op lange termijn moest blijven doorlopen.

### Handelingen
Het mandaat van het VN-Kantoor in Burundi, BINUB, werd verlengd tot 31 december 2008.
De Palipehutu-FNL-rebellen werden opgeroepen terug te keren naar het gezamenlijke verificatie- en
waarnemingsmechanisme en onmiddellijk al haar kindsoldaten vrij te laten.
Men was ten slotte diep bezorgd om de schendingen van de mensenrechten, waaronder seksueel geweld,
die nog steeds doorgingen. De overheid werd opgeroepen deze te onderzoeken en stappen te ondernemen, om
dergelijke schendingen te voorkomen en de verantwoordelijken te berechten.

## Verwante resoluties
- Resolutie 1692 Veiligheidsraad Verenigde Naties (2006)
- Resolutie 1719 Veiligheidsraad Verenigde Naties (2006)
- Resolutie 1858 Veiligheidsraad Verenigde Naties (2008)
- Resolutie 1902 Veiligheidsraad Verenigde Naties (2009)

Lijst ·  1739 ·  1740 ·  1741 ·  1742 ·  1743 ·  1744 ·  1745 ·  1746 ·  1747 ·  1748 ·  1749 ·  1750 ·  1751 ·  1752 ·  1753 ·  1754 ·  1755 ·  1756 ·  1757 ·  1758 ·  1759 ·  1760 ·  1761 ·  1762 ·  1763 ·  1764 ·  1765 ·  1766 ·  1767 ·  1768 ·  1769 ·  1770 ·  1771 ·  1772 ·  1773 ·  1774 ·  1775 ·  1776 ·  1777 ·  1778 ·  1779 ·  1780 ·  1781 ·  1782 ·  1783 ·  1784 ·  1785 ·  1786 ·  1787 ·  1788 ·  1789 ·  1790 ·  1791 ·  1792 ·  1793 ·  1794